# Sebastian Vettel
Sebastian Vettel, nemški dirkač Formule 1, * 3. julij 1987, Heppenheim, Nemčija.
Vettel je bil med sezonama 2010 in 2013 štirikratni zaporedni svetovni prvak z ekipo Red Bull Racing. V Formuli 1 je prvič nastopil kot testni dirkač moštva BMW Sauber v sezoni 2006, nato pa v naslednji sezoni 2007 debitiral na dirki za Veliko nagrado ZDA in prestopil k moštvu Toro Rosso kot stalni dirkač. S Torom Rossom je na Veliki nagradi Italije 2008 dosegel svojo prvo zmago in hkrati prvo zmago tega moštva. Po šestih sezonah in 38 zmagah pri Red Bullu je pred sezono 2015 prestopil k moštvu Ferrari, pri katerem je nastopal do konca sezone 2020 in zmagal na 14 dirkah. V naslednjih dveh sezonah je nastopal pri moštvu Aston Martin, preden se je po koncu sezone 2022 po šestnajstih letih v Formuli 1 upokojil.
Vettel je s 53 zmagami tretji najuspešnejši dirkač v zgodovini Formule 1, saj sta več zmag dosegla le Lewis Hamilton (103) in Michael Schumacher (91).

## Dirkaška kariera
Sebastian Vettel je nemški dirkač Formule 1. Prvo priložnost v Formuli 1 kot testni in tretji dirkač je dobil v sezoni 2006 v moštvu BMW Sauber. Na petkovem prostem treningu je prvič nastopil na Veliki nagradi Turčije po tem, ko je bavarsko moštvo odpustilo Jacquesa Villeneuva, dotedanji testni dirkač Robert Kubica pa je dobil sedež stalnega dirkača. Prvo priložnost na dirki je dobil v sezoni 2007, ko Kubica po hudi nesreči na Veliki nagradi Kanade ni dobil dovoljenja za nastop na naslednji dirki za Veliko nagrado ZDA. Vettel je osvojil točko za osmo mesto, s čimer je izboljšal rekord za najmlajšega dirkača, ki se je uvrstil med točke. Pred tem je rekord držal Jenson Button, Vettel pa je bil na dan dirke star 19 let in 349 dni. Od Velika nagrada Madžarske ga je BMW Sauber posodil moštvu Toro Rosso, kjer je na mestu stalnega dirkača zamenjal Scotta Speeda. Dogovor med moštvoma velja do konca sezone 2007 in za sezono 2008. V zadnjem delu sezone 2007 je imel na dežni dirki za Veliko nagrado Japonske celo priložnost za stopničke, toda neprevidnost ob močnem zaviranju Hamiltona za varnostnim avtomobilom ga je stala uvrstitve. Je pa že na naslednji dirki za Veliko nagrado Kitajske, ki je prav tako potekala po mokri stezi, s četrtim mestom dosegel uvrstitev kariere.
Pred sezono 2009 je prestopil v moštvo Red Bull Racing. Po slabšem začetku je v sezoni dosegel štiri zmage in še štiri uvrstitve na stopničke, s čimer je bil do predzadnje dirke sezone za Veliko nagrado Brazilije v boju za naslov prvaka, na koncu je postal podprvak. 
V sezoni 2010 je po boju za naslov prvaka skozi celotno sezono proti Marku Webbru, Fernandu Alonsu in Lewisu Hamiltonu z zmago prav na zadnji dirki sezone za Veliko nagrado Abu Dabija postal najmlajši prvak v zgodovini Formule 1. Po dveh tretjinah sezone mu ni kazalo najbolje, toda s tremi zmagami na zadnjih štirih dirkah je uspel premagati Alonsa in Webbra, ki sta bila pred zadnjo dirko sezone še pred njim na lestvici.
9. oktobra 2011 je z osvojitvijo 3. mesta na dirki za Veliko nagrado Japonske postal še drugič zapored svetovni prvak. S tem je postal tudi najmlajši dvojni svetovni prvak v zgodovini formule 1. V sezoni je skupno osvojil 11 zmag, 15 najboljših športnih položajev in 392 prvenstvenih točk. S tem je postavil rekorde za največ štartov iz prve vrste v sezoni (18), največ krogov v vodstvu v sezoni (739), največ zmag iz najboljšega štartnega položaja v sezoni (9), največ osvojenih prvenstvenih točk v sezoni ter največ najboljših štartnih položajev v sezoni, slednjega je pred tem držal Nigel Mansell s 14-imi v sezoni 1992.
V sezoni 2012 je po slabši prvi polovici sezone, v kateri je zmagal le na dirki za Veliko nagrado Bahrajna, in velikem zaostanku za Alonsom v prvenstvu, v drugem delu sezone dosegel štiri zmage zapored ter še tri uvrstitve na stopničke ter na zadnjo dirko sezone za Veliko nagrado Brazilije prišel s trinajstimi točkami prednost v prvenstvu pred Alonsom. S šestim mestom na zadnji dirki je ohranil tri točke prednosti v prvenstvu in slavil svoj tretji zaporedni naslov prvaka. Postal je deveti trikratni prvak v zgodovini Formule 1. Tri zaporedne naslov prvaka je pred njim uspelo osvojiti le Juanu Manuelu Fangiu (štirje zaporedni naslovi med letoma 1954 in 1957) in Michaelu Schumacherju (pet zaporednih naslovov med letoma 2000 in 2004).
Tudi prva polovica sezone 2013 je bila za Red Bull slabša, tudi zaradi spremembe specifikacije Pirellijevih pnevmatik. Tako je Vettel v prvi polovici sezone dosegel štiri zmage in še tri uvrstitve na stopničke, enkrat je tudi odstopil. V drugi polovici sezone pa je dosegel rekordna devet zaporednih zmag in skupaj trinajst zmag v sezoni, s čimer je prepričljivo osvojil svoj četrti naslov prvaka. S tem je postal tretji dirkač, ki je osvojil štiri zaporedne naslove prvaka ter četrti štirkratni prvak. 

## Zasebno življenje
Vettel sicer prihaja iz Heppenheima v Nemčiji, vendar živi v Švici, tako kot tudi veliko drugih dirkačev F1.

## Dirkaški rezultati

### Pregled rezultatov
| Sezona | Serija                  | Moštvo                  | Dirke | Pole | Zmage | Toč | Prv |
| ------ | ----------------------- | ----------------------- | ----- | ---- | ----- | --- | --- |
| 2003   | Nemška Formula BMW      | Eifelland Racing        | 19    | 5    | 5     | 216 | 2.  |
| 2004   | Nemška Formula BMW      | ADAC Berlin-Brandenburg | 20    | 14   | 18    | 387 | 1.  |
| 2005   | Španska Formula 3       | Racing Engineering      | 1     | 0    | 0     | 8   | 15. |
| 2005   | Formula 3 Euroseries    | ASL Mücke Motorsport    | 20    | 0    | 0     | 57  | 5.  |
| 2006   | Formula 3 Euroseries    | ASM Formule 3           | 20    | 1    | 4     | 75  | 2.  |
| 2006   | World Series by Renault | Carlin Motorsport       | 3     | 1    | 1     | 28  | 15. |
| 2007   | World Series by Renault | Carlin Motorsport       | 7     | 1    | 1     | 74  | 5.  |
| 2007   | Formula 1               | BMW Sauber Toro Rosso   | 8     | 0    | 0     | 6   | 14. |
| 2008   | Formula 1               | Toro Rosso              | 18    | 1    | 1     | 35  | 8.  |
| 2009   | Formula 1               | Red Bull                | 17    | 4    | 4     | 84  | 2.  |
| 2010   | Formula 1               | Red Bull                | 19    | 10   | 5     | 256 | 1.  |
| 2011   | Formula 1               | Red Bull                | 19    | 15   | 11    | 392 | 1.  |
| 2012   | Formula 1               | Red Bull                | 20    | 6    | 5     | 281 | 1.  |
| 2013   | Formula 1               | Red Bull                | 19    | 9    | 13    | 397 | 1.  |
| 2014   | Formula 1               | Red Bull                | 19    | 0    | 0     | 167 | 5.  |
| 2015   | Formula 1               | Scuderia Ferrari        | 19    | 1    | 3     | 278 | 3.  |
| 2016   | Formula 1               | Scuderia Ferrari        | 21    | 0    | 0     | 212 | 4.  |
| 2017   | Formula 1               | Scuderia Ferrari        | 20    | 4    | 5     | 317 | 2.  |
| 2018   | Formula 1               | Scuderia Ferrari        | 21    | 5    | 5     | 320 | 2.  |
| 2019   | Formula 1               | Scuderia Ferrari        | 21    | 2    | 1     | 240 | 5.  |

### Formula 1
(legenda) (odebeljene dirke pomenijo najboljši štartni položaj, poševne pa najhitrejši krog, †-uvrščen kljub odstopu)
| Leto | Moštvo                   | Šasija           | Motor                           | 1       | 2       | 3       | 4       | 5      | 6       | 7       | 8       | 9       | 10      | 11      | 12     | 13      | 14      | 15      | 16      | 17      | 18      | 19      | 20      | 21    | Prv | Toč |
| ---- | ------------------------ | ---------------- | ------------------------------- | ------- | ------- | ------- | ------- | ------ | ------- | ------- | ------- | ------- | ------- | ------- | ------ | ------- | ------- | ------- | ------- | ------- | ------- | ------- | ------- | ----- | --- | --- |
| 2006 | BMW Sauber F1 Team       | BMW Sauber F1.06 | BMW P86 2.4 V8                  | BAH     | MAL     | AVS     | SMR     | EU     | ŠPA     | MON     | VB      | KAN     | ZDA     | FRA     | NEM    | MAD     | TUR TD  | ITA TD  | KIT TD  | JAP TD  | BRA TD  |         |         |       | –   | –   |
| 2007 | BMW Sauber F1 Team       | BMW Sauber F1.07 | BMW P86/7 2.4 V8                | AVS TD  | MAL TD  | BAH     | ŠPA     | MON    | KAN     | ZDA 8   | FRA     | VB      | EU      |         |        |         |         |         |         |         |         |         |         |       | 14. | 6   |
| 2007 | Scuderia Toro Rosso      | Toro Rosso STR2  | Ferrari 056 2.4 V8              |         |         |         |         |        |         |         |         |         |         | MAD 16  | TUR 19 | ITA 18  | BEL Ret | JAP Ret | KIT 4   | BRA Ret |         |         |         |       | 14. | 6   |
| 2008 | Scuderia Toro Rosso      | Toro Rosso STR2B | Ferrari 056 2.4 V8              | AVS Ret | MAL Ret | BAH Ret | ŠPA Ret | TUR 17 |         |         |         |         |         |         |        |         |         |         |         |         |         |         |         |       | 8.  | 35  |
| 2008 | Scuderia Toro Rosso      | Toro Rosso STR3  | Ferrari 056 2.4 V8              |         |         |         |         |        | MON 5   | KAN 8   | FRA 12  | VB Ret  | NEM 8   | MAD Ret | EU 6   | BEL 5   | ITA 1   | SIN 5   | JAP 6   | KIT 9   | BRA 4   |         |         |       | 8.  | 35  |
| 2009 | Red Bull Racing          | Red Bull RB5     | Renault RS27 2.4 V8             | AVS 13† | MAL 15† | KIT 1   | BAH 2   | ŠPA 4  | MON Ret | TUR 3   | VB 1    | NEM 2   | MAD Ret | EU Ret  | BEL 3  | ITA 8   | SIN 4   | JAP 1   | BRA 4   | ABU 1   |         |         |         |       | 2.  | 84  |
| 2010 | Red Bull Racing          | Red Bull RB6     | Renault RS27 2.4 V8             | BAH 4   | AVS Ret | MAL 1   | KIT 6   | ŠPA 3  | MON 2   | TUR Ret | KAN 4   | EU 1    | VB 7    | NEM 3   | MAD 3  | BEL 15  | ITA 4   | SIN 2   | JAP 1   | KOR Ret | BRA 1   | ABU 1   |         |       | 1.  | 256 |
| 2011 | Red Bull Racing          | Red Bull RB7     | Renault RS27 2.4 V8             | AVS 1   | MAL 1   | KIT 2   | TUR 1   | ŠPA 1  | MON 1   | KAN 2   | EU 1    | VB 2    | NEM 4   | MAD 2   | BEL 1  | ITA 1   | SIN 1   | JAP 3   | KOR 1   | IND 1   | ABU Ret | BRA 2   |         |       | 1.  | 392 |
| 2012 | Red Bull Racing          | Red Bull RB8     | Renault RS27 2.4 V8             | AVS 2   | MAL 11  | KIT 5   | BAH 1   | ŠPA 6  | MON 4   | KAN 4   | EU Ret  | VB 3    | NEM 5   | MAD 4   | BEL 2  | ITA 22† | SIN 1   | JAP 1   | KOR 1   | IND 1   | ABU 3   | ZDA 2   | BRA 6   |       | 1.  | 281 |
| 2013 | Infiniti Red Bull Racing | Red Bull RB9     | Renault RS27 2.4 V8             | AVS 3   | MAL 1   | KIT 4   | BAH 1   | ŠPA 4  | MON 2   | KAN 1   | VB Ret  | NEM 1   | MAD 3   | BEL 1   | ITA 1  | SIN 1   | KOR 1   | JAP 1   | IND 1   | ABU 1   | ZDA 1   | BRA 1   |         |       | 1.  | 397 |
| 2014 | Infiniti Red Bull Racing | Red Bull RB10    | Renault Energy F1-2014 1.6 V6 t | AVS Ret | MAL 3   | BAH 6   | KIT 5   | ŠPA 4  | MON Ret | KAN 3   | AVT Ret | VB 5    | NEM 4   | MAD 7   | BEL 5  | ITA 6   | SIN 2   | JAP 3   | RUS 8   | ZDA 7   | BRA 5   | ABU 8   |         |       | 5.  | 167 |
| 2015 | Scuderia Ferrari         | Ferrari SF15-T   | Ferrari 060 1.6 V6 t            | AVS 3   | MAL 1   | KIT 3   | BAH 5   | ŠPA 3  | MON 2   | KAN 5   | AVT 4   | VB 3    | MAD 1   | BEL 12† | ITA 2  | SIN 1   | JAP 3   | RUS 2   | ZDA 3   | MEH Ret | BRA 3   | ABU 4   |         |       | 3.  | 278 |
| 2016 | Scuderia Ferrari         | Ferrari SF16-H   | Ferrari 061 1.6 V6 t            | AVS 3   | BAH DNS | KIT 2   | RUS Ret | ŠPA 3  | MON 4   | KAN 2   | EU 2    | AVT Ret | VB 9    | MAD 4   | NEM 5  | BEL 6   | ITA 3   | SIN 5   | MAL Ret | JAP 4   | ZDA 4   | MEH 5   | BRA 5   | ABU 3 | 4.  | 212 |
| 2017 | Scuderia Ferrari         | Ferrari SF70H    | Ferrari 062 1.6 V6 t            | AVS 1   | KIT 2   | BAH 1   | RUS 2   | ŠPA 2  | MON 1   | KAN 4   | AZE 4   | AVT 2   | VB 7    | MAD 1   | BEL 2  | ITA 3   | SIN Ret | MAL 4   | JAP Ret | ZDA 2   | MEH 4   | BRA 1   | ABU 3   |       | 2.  | 317 |
| 2018 | Scuderia Ferrari         | Ferrari SF71H    | Ferrari 062 EVO 1.6 V6 t        | AVS 1   | BAH 1   | KIT 8   | AZE 4   | ŠPA 4  | MON 2   | KAN 1   | FRA 5   | AVT 3   | VB 1    | NEM Ret | MAD 2  | BEL 1   | ITA 4   | SIN 3   | RUS 3   | JAP 6   | ZDA 4   | MEH 2   | BRA 6   | ABU 2 | 2.  | 320 |
| 2019 | Scuderia Ferrari         | Ferrari SF90     | Ferrari 064 1.6 V6 t            | AVS 4   | BAH 5   | KIT 3   | AZE 3   | ŠPA 4  | MON 2   | KAN 2   | FRA 5   | AVT 4   | VB 16   | NEM 2   | MAD 3  | BEL 4   | ITA 13  | SIN 1   | RUS Ret | JAP 2   | MEH 2   | ZDA Ret | BRA 17† | ABU 5 | 5.  | 240 |